# Кева-фагша
Кева-фагша або Кева-пхагша (англ. Kewa phagsha) — традиційна бутанська страва, яка готується переважно із запеченої яловичини та картоплі. На мові дзонг-ке (Бутан) kewa означає картопля.

## Опис приготування
Інгредієнти
- яловичина (ніжка) — 350 гр.
- вода — 400 мл
- картопля — 2 шт.
- перець чилі — 3 шт.
- половина цибулі
- молотий перець чилі — 1/2 ч. ложки
- часник — 3 зубчики
- імбир — 1 шматок
- олія — 1/2 ст. ложки

Порізати яловичину на маленькі шматочки, покласти в каструлю з водою порізані шматки та посолити. Варити 20 хв. Додати картоплю, цибулю, олію та перець чилі. Варити до 75 % готовності картоплі. Додати імбир, молотий перець та часник, варити ще 3-4 хв. Додати за смаком коріандр та перець.